# Francevillite
La francevillite è un minerale.